# Magyar védelem
 Ez a cikk a sakkjátszmák algebrai lejegyzését alkalmazza.
|    | |    |    |    |    |    |    |
|    | \| \| \| \| \| \| \| \| \| \| \| \| \| \| \| \| \| \| \| \| \| \| \| \| \| \| \| \| \| \| \| \| \| \| \| \| \| \| \| \| \| \| \| \| \| \| \| \| \| \| \| \| \| \| \| \| \| \| \| \| \| \| \| \| \| \| \| \| \| \| \| \| |    |    |    |    |    |    |
|    | |    |    |    |    |    |    |
| a8 | b8 | c8 | d8 | e8 | f8 | g8 | h8 |
| a7 | b7 | c7 | d7 | e7 | f7 | g7 | h7 |
| a6 | b6 | c6 | d6 | e6 | f6 | g6 | h6 |
| a5 | b5 | c5 | d5 | e5 | f5 | g5 | h5 |
| a4 | b4 | c4 | d4 | e4 | f4 | g4 | h4 |
| a3 | b3 | c3 | d3 | e3 | f3 | g3 | h3 |
| a2 | b2 | c2 | d2 | e2 | f2 | g2 | h2 |
| a1 | b1 | c1 | d1 | e1 | f1 | g1 | h1 |

| a8 | b8 | c8 | d8 | e8 | f8 | g8 | h8 |
| a7 | b7 | c7 | d7 | e7 | f7 | g7 | h7 |
| a6 | b6 | c6 | d6 | e6 | f6 | g6 | h6 |
| a5 | b5 | c5 | d5 | e5 | f5 | g5 | h5 |
| a4 | b4 | c4 | d4 | e4 | f4 | g4 | h4 |
| a3 | b3 | c3 | d3 | e3 | f3 | g3 | h3 |
| a2 | b2 | c2 | d2 | e2 | f2 | g2 | h2 |
| a1 | b1 | c1 | d1 | e1 | f1 | g1 | h1 |

A magyar védelem ritka sakkmegnyitás, amely a következő lépésekkel kezdődik:
1.e4 e5
2.Hf3 Hc6
3.Fc4 Fe7
Az olasz játék egyik változata, amelyben sötét védekező jellegű lépéssel válaszol az agresszív 3.Fc4 húzásra. Mivel maga az olasz játék is ritka a modern sakkban, a magyar védelemmel sem lehet túl gyakran találkozni a versenyjátszmákban.
Egy történelmi nevezetességű levelezőjátszmáról kapta a nevét, amelyet Pest és Párizs csapatai az 1843–1845 között vívtak, és amelyet a Szén József, Grimm Vince és Löwenthal János Jakab alkotta magyar csapat nagy meglepetésre 2–0 arányban megnyert. A magyarok ezt a megnyitást választották, és ezt követően világszerte magyar megnyitásnak nevezték el. A modern időkben néhány olyan nagymester játszotta, akik védekező stílusukról voltak ismertek, mint például Samuel Reshevsky, Vlastimil Hort, vagy két világbajnok, Vaszilij Szmiszlov és Tigran Petroszján. A magyar védelem a világbajnok Magnus Carlsen repertoárjában is előfordul, ahogyan az látható volt a 2018-ban Pruijssers ellen vívott mérkőzésén.
A Sakkmegnyitások Enciklopédiája a 3. Fc4-re adott, 3...Fc5-től eltérő több más sötét válaszlépéssel  együtt a C50 kód alá sorolja a magyar védelmű játszmákat.

## Változatok
A főváltozat világos 4. d4 lépésével indul, amellyel elfoglalja a centrumot. Világos más lépései kevesebb gondot okoznak sötétnek.

### Ritkább változatok
Steinitz változata
1.e4 e5 2.Hf3 Hc6 3.Fc4 Fe7 4. c3 Hf6
Másik lehetőség
1.e4 e5 2.Hf3 Hc6 3.Fc4 Fe7 4.0-0 Nf6 5.Nc3 d6 6.d4 Bg4
Az eredeti játszmában
A megnyitás nevét adó Pest–Párizs levelezési játszmában alkalmazott folytatás:
1.e4 e5 2.Hf3 Hc6 3.Fc4 Fe7 4.0-0 Nf6 5.d4 d6 6.d5 Hb8
Egyéb világos lépések
A 4. lépésben a versenygyakorlatban világos részéről előfordult a 4. d3, 4. Hc3, 4. Fb3, 4. Ve2, 4. a4 is.

### A főváltozat
1.e4 e5 2.Hf3 Hc6 3.Fc4 Fe7 4. d4-gyel induló főváltozatban sötét két válaszlehetőséggel rendelkezik: ütheti a világos gyalogot 4...exd4 vagy megtámaszthatja az e5-centrumgyalogot 4...d6 lépéssel.
A 4...exd4 változat
1.e4 e5 2.Hf3 Hc6 3.Fc4 Fe7 4. d4 exd4 5.Hxd4 után a Skót megnyitásba terelődik a játék. Csapdalehetőség rejlik az 5.c3 lépésben, amire ha 5...dxc3, akkor 6.Vd5 következik, ahogyan az egy Midjord–Scharf játszmában történt az 1974-es sakkolimpián, ahol erre a lépésre sötét fel is adta. Nem vezet eredményre 6...Hh6 7.Fxh6 0-0 sem, ahol ugyan 8.Fc1? Hb4 9.Vd1 c2 után sötét visszanyeri a figurát, de világos a 8.Fxg7 Kxg7 9.Hxc3 lépésekkel előnybe kerülhet. Csigorin 5...Ha5-öt javasolta, amellyel megfosztja világost a futópártól. Játszható a Tartakower-változat is 5.c3 után 5...Hf6 6.e5 He4, amelyben 7.Fd5-re Hc4 8.cxd4 He6 következhet.
A 4...d6 változat
A 4...d6 változatban világos többféle tervet készíthet, amelyek mindegyike kisebb előnyhöz juttatja. Választhatja az 5. dxe5 vagy az 5.d5 folytatást.
Az 5.dxe5 dxe5 (5...Hxe5? nem jó 6.Hxe5 dxe5 7.Vh5! miatt, és világos egyaránt fenyeget e5-re és f7-re, amellyel gyalogot nyer) 6.Vxd8+ (6.Fd5!? kétélű, de szintén lehetséges) Fxd8 7.Hc3 Hf6 némi előnnyel világos javára a vezér nélküli középjátékban.
Az 5. d5-tel induló változattal világos lezárja a centrumot, és 5...Hb8 után 6. Fd3 majd c4 lépésekkel kerülhet előnybe a vezérszárnyon.
Az 5.Hc3 választása esetén világos nyomást gyakorol a centrumra, és aktív figurajátékhoz jut. A versenygyakorlatban előfordult még 5. h3, 5. Fb5, 5.0-0, 5.c3, 5.Fe3 is.